# Gamofobia
Gamofobia (gr. gámos 'ślub; wesele; małżeństwo' i phóbos 'strach') – lęk przed zawarciem małżeństwa. Przyczyną mogą być trudności w podejmowaniu ważnych decyzji, połączone z wątpliwościami, postrzeganie partnera jako zagrażającego wolności i niezależności. W krańcowej formie może się przejawiać jako ucieczka sprzed ołtarza.